# Пам'ятник князю Олегу Святославичу (Овруч)
Па́м'ятник кня́зю Оле́гу Святосла́вичу — пам'ятний знак, встановлений в Овручі на місці першого поховання князя древлянського Олега Святославича.

## Історія

### Загибель та поховання князя Олега
Історія пам'ятника тісно пов'язана з подіями міжусобних воєн у Київській Русі наприкінці X століття. Після загибелі київського князя Святослава Ігоровича його сини розпочали боротьбу за владу. Олег Святославич, який княжив у древлянській землі зі столицею в Овручі (тоді Вручий), вступив у конфлікт зі своїм старшим братом, київським князем Ярополком Святославичем.
У 977 році Ярополк пішов війною на Овруч. Під час штурму міста війська Олега почали відступати до міських укріплень через міст. У тисняві, що утворилася на мосту, багато воїнів разом із князем Олегом впали у рів і загинули. За літописними свідченнями, молодого князя поховали поблизу міста, насипавши великий курган.
У 1044 році, за наказом великого князя київського Ярослава Мудрого, останки Олега та його брата Ярополка були ексгумовані, охрещені та урочисто перепоховані в Десятинній церкві в Києві.

### Встановлення пам'ятників
Перший пам'ятник на ймовірному місці поховання князя Олега був встановлений у 1812 році. Група офіцерів Волинського ополчення, сформованого для боротьби з наполеонівською армією, на власні кошти встановила монумент, що зображував князя на бронзовому коні. Згодом цей пам'ятник було демонтовано з невідомих причин.
Сучасний пам'ятний знак було встановлено у 1962 році. Він являє собою брилу з чорного габро і розташований на розі вулиць Князя Олега та Гетьмана Виговського (колишні Фрунзе та Леніна).